# Stazione di Cormano-Brusuglio
Stazione di Cormano-Brusuglio 2015-ben bezárt vasútállomás Olaszországban, Lombardia régióban, Cormano településen.

## Vasútvonalak
Az állomást az alábbi vasútvonalak érintették:
- Milánó–Asso-vasútvonal

## Kapcsolódó állomások
A vasútállomáshoz az alábbi állomások vannak a legközelebb:
- Stazione di Milano Nord Bruzzano
- Stazione di Cormano-Cusano